# Serge Lama

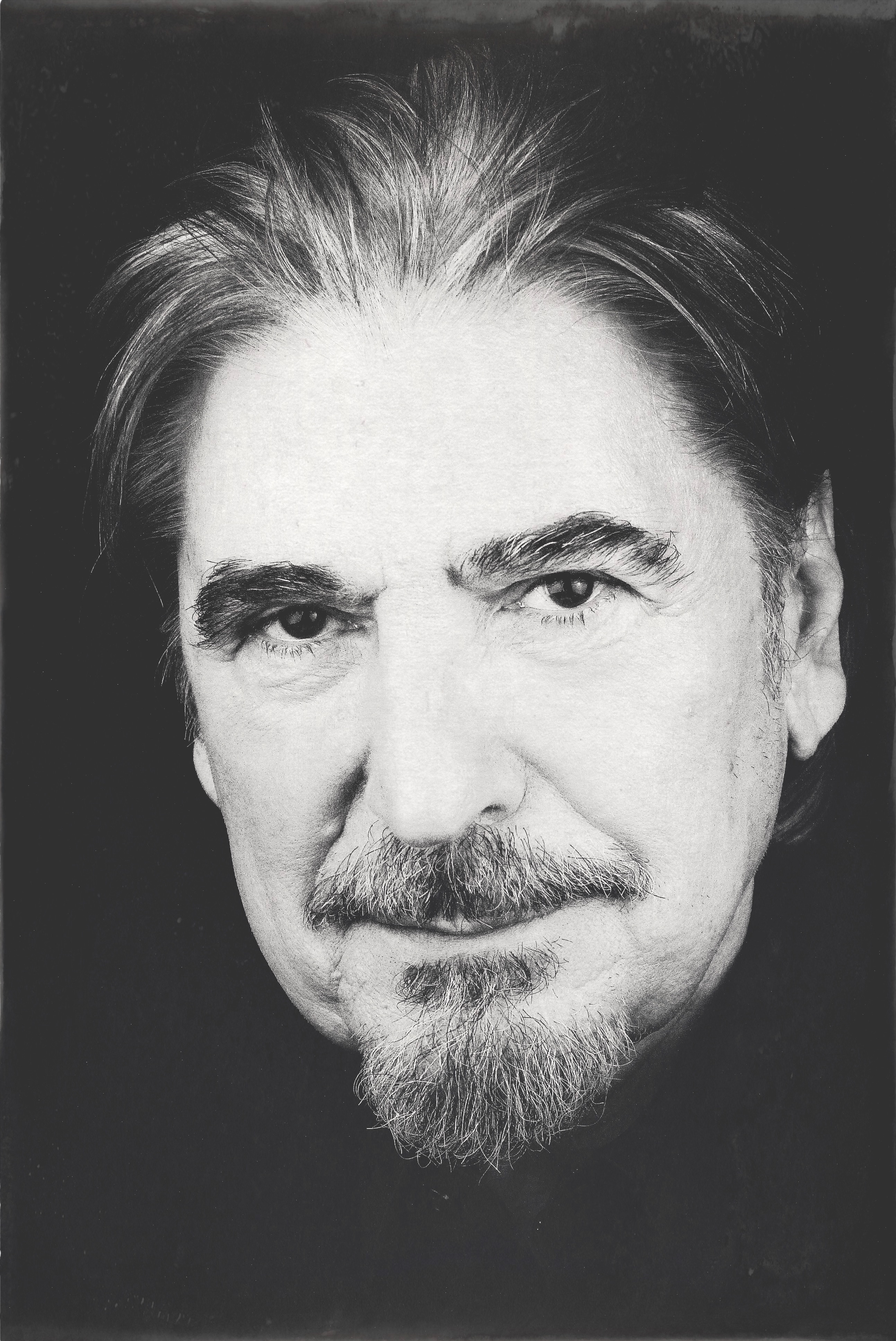
Serge Lama (2018)

Serge Lama (* 11. Februar 1943 in Bordeaux, Frankreich; eigentlich Serge Claude Bernard Chauvier) ist ein französischer Chansonnier. Sein bekanntestes Chanson Je suis malade war 1973 sowohl in seiner als auch in der Version von Dalida ein Erfolg. Immer wieder singen auch junge französischsprachige Interpreten dieses Lied, das hohe Ansprüche an stimmliche und emotionale Fähigkeiten stellt.

## Leben und Wirken
Lama nahm 1964 seine ersten Singles auf. Sein Debütalbum D'aventures en aventures erschien 1968. 1971 vertrat Lama seine Heimat beim Grand Prix Eurovision de la Chanson in Irland mit dem Titel Un jardin sur la terre, der auf Platz zehn landete. Ferner schrieb er in den folgenden Jahren Songtexte für Künstler wie Marie-Paule Belle, Mireille Mathieu, Gilbert Bécaud und Melina Mercouri.
Weitere Hits Lamas waren La Chanteuse à vingt ans (1973), Les ports de l’Atlantique, das Nummer-eins-Chanson Mourir en France (1976), Le dernier baiser (1977), Femme, femme, femme (1978) und Napoléon (1982). Seit vielen Jahren ist er vornehmlich als Album-Künstler gefragt und erreicht mit seinen regelmäßigen Veröffentlichungen immer noch obere Plätze in den französischen Charts.
2004 brachte er das Album Pluri elles heraus, dessen zwölf Chansons er im Duett mit verschiedenen Sängerinnen interpretiert, darunter Lara Fabian, Isabelle Boulay, Anggun und Dalida. Die CD enthält sowohl alte als auch neue Kompositionen. 2008 erschien seine CD L’âge d’horizons. 2020 kündigte er seinen Rückzug vom Showgeschäft an.

## Diskografie (Auswahl)
Alben

| Jahr | Titel                       | Höchstplatzierung, Gesamtwochen, AuszeichnungChartplatzierungen (Jahr, Titel, Platzierungen, Wochen, Auszeichnungen, Anmerkungen) | Höchstplatzierung, Gesamtwochen, AuszeichnungChartplatzierungen (Jahr, Titel, Platzierungen, Wochen, Auszeichnungen, Anmerkungen) | Höchstplatzierung, Gesamtwochen, AuszeichnungChartplatzierungen (Jahr, Titel, Platzierungen, Wochen, Auszeichnungen, Anmerkungen) | Anmerkungen                                                                        |
| Jahr | Titel                       | FR | BEW | CH | Anmerkungen                                                                        |
| ---- | --------------------------- | --- | --- | --- | ---------------------------------------------------------------------------------- |
| 1994 | Lama                        | FR50 Gold · (1 Wo.)FR | — | — | Erstveröffentlichung: 15. Juni 1994 Charteinstieg in FR erst 2001                  |
| 1996 | L’ami                       | FR25 (3 Wo.)FR | BEW46 (1 Wo.)BEW | — | Erstveröffentlichung: Oktober 1996                                                 |
| 1998 | Symphonique                 | FR37 (4 Wo.)FR | — | — | Erstveröffentlichung: November 1998 mit L’Orchestre Philharmonique d’Île-de-France |
| 2001 | Feuille à feuille           | FR24 Gold · (12 Wo.)FR | — | — | Erstveröffentlichung: November 2001                                                |
| 2003 | Un jour, une vie            | FR24 (9 Wo.)FR | BEW44 (2 Wo.)BEW | — |                                                                                    |
| 2003 | Pluri«elles»                | FR23 Gold · (19 Wo.)FR | BEW17 (22 Wo.)BEW | — | Erstveröffentlichung: 4. November 2003                                             |
| 2005 | Accordéonissi-mots          | FR64 (13 Wo.)FR | BEW80 (6 Wo.)BEW | — | Erstveröffentlichung: 28. November 2005                                            |
| 2007 | Les 50 plus belles chansons | — | BEW135 (3 Wo.)BEW | — | Charteinstieg in BEW erst 2014                                                     |
| 2008 | L’âge d’horizons            | FR15 Gold · (23 Wo.)FR | BEW30 (14 Wo.)BEW | CH68 (2 Wo.)CH | Erstveröffentlichung: 3. November 2008                                             |
| 2012 | La balade du poète          | FR32 Gold · (31 Wo.)FR | BEW28 (53 Wo.)BEW | CH92 (1 Wo.)CH | Erstveröffentlichung: 3. Dezember 2012                                             |
| 2016 | Où sont passés nos rêves    | FR10 Gold · (26 Wo.)FR | BEW4 (38 Wo.)BEW | CH27 (4 Wo.)CH | Erstveröffentlichung: 4. November 2016                                             |
| 2022 | Aimer                       | FR3 (15 Wo.)FR | BEW11 (70 Wo.)BEW | CH26 (5 Wo.)CH | Erstveröffentlichung: 7. Oktober 2022                                              |

grau schraffiert: keine Chartdaten aus diesem Jahr verfügbar

## Auszeichnungen für Musikverkäufe
| Goldene Schallplatte - Frankreich - 1978: für das Album Enfadolescence - 1978: für das Album Les Ballons Rouges - 1978: für das Album Palais Des Congrès - 1979: für das Album Lama Chante Brel - 1980: für das Album Palais Des Congrès 79 - 1980: für das Album Souvenirs! Attention! Danger! - 1982: für das Album Au Palais Des Congrès – Avec Simplicité - 1983: für das Album Napoléon I – L’envol - 1986: für das Album Napoléon III – Marie, la Polonaise - 1989: für das Album A la Vie, A L’amour - 1989: für das Album Portraits De Femme - 1995: für das Album Master Série – Vol. 1 | Platin-Schallplatte - Frankreich - 1980: für das Album A L’Olympia 74 - 1980: für das Album Chez Moi - 1980: für das Album Je Suis Malade - 1980: für das Album L’enfant Au Piano - 1980: für das Album La Vie Lilas - 2005: für das Videoalbum Bercy 2003 |

Anmerkung: Auszeichnungen in Ländern aus den Charttabellen bzw. Chartboxen sind in ebendiesen zu finden.
| Land/RegionAuszeichnungen für Musikverkäufe (Land/Region, Auszeichnungen, Verkäufe, Quellen) | Gold       | Platin     | Verkäufe  | Quellen                     |
| -------------------------------------------------------------------------------------------- | ---------- | ---------- | --------- | --------------------------- |
| Frankreich (SNEP)                                                                            | 18× Gold18 | 6× Platin6 | 3.670.000 | infodisc.fr snepmusique.com |
| Insgesamt                                                                                    | 18× Gold18 | 6× Platin6 |           |                             |